# Lucas Mendes
Lucas Michel Mendes (Curitiba, 3 juli 1990) is een Braziliaans voetballer die zowel als centrale verdediger als op de linksachterpositie kan spelen. Hij verruilde in augustus 2014 Olympique Marseille voor El Jaish SC.

## Loopbaan
Mendes debuteerde in 2008 in het betaald voetbal in het shirt van Coritiba. In vier seizoenen speelde hij 139 wedstrijden op het hoogste niveau voor deze club. Op 29 augustus 2012 werd hij voor een transferbedrag van twee miljoen euro aan Olympique Marseille verkocht. Hij tekende een vierjarig contract. Omdat hij moest concurreren met Jérémy Morel voor een plek op de linksachterpositie, stelde coach Élie Baup hem ook als centrale verdediger op. Op 4 oktober 2012 scoorde hij in een Europa League-duel tegen AEL Limasol zijn eerste doelpunt voor l'OM.